# Tomas Jonsson
Pour les articles homonymes, voir Jonsson.
Temple de la renommée de l'IIHF : 2000
Temple de la renommée du hockey suédois : 2013
Tomas Jonsson (né le 12 avril 1960 à Falun en Suède) est un joueur professionnel de hockey sur glace.

## Carrière

### Carrière en club
Il commence sa carrière dans sa ville natale avec le club de Falu IF et en 1977, âgé de 16 ans, il signe pour le club du MODO hockey qui évolue dans l'Elitserien, championnat Élite de Suède. Petit à petit, il prend de l'importance et en 1979, il aide son équipe à remporter le titre de champion et est élu dans l'équipe type de la saison selon les journalistes.
Lors de l'été qui suit, il participe au repêchage d'entrée dans la Ligue nationale de hockey et est choisi par les Islanders de New York lors de la seconde ronde, 25e joueur choisi au total. Il ne fait pas pour autant ses débuts dans la LNH et décide d’un peu continuer dans son pays.
Il joue sa première saison dans la LNH en 1981-1982 et dès sa première saison, il remporte la Coupe Stanley à l'issue des séries éliminatoires. L'équipe et Jonsson remportent une seconde Coupe Stanley lors de la saison suivante mais alors que tout le monde pensait que les Islanders allaient réussir la passe de cinq victoires de suite, ils perdent en finale contre les Oilers d'Edmonton menés par un certain Wayne Gretzky.
Il reste jusqu'au milieu de la saison 1988-1989 avec les Islanders et le 15 février 1989, il rejoint les Oilers pour des considérations futures. Il ne reste pas longtemps avec les Oilers et préfère revenir jouer dans son pays à la fin de la saison. Il signe alors pour le club de Leksands IF avec lequel il finit sa carrière en 1998. Entre-temps, il a l'honneur d'être nommé meilleur joueur suédois en 1995 et remporte alors le Guldpucken mais ne parviendra plus jamais à remporter un titre de champion de Suède.

### Carrière internationale
Il représente la Suède pour la première fois lors du championnat d'Europe junior de 1977 et est par la suite sélectionné à de nombreuses reprises.
Il joue son premier match avec l'équipe sénior de son pays lors du championnat du monde de 1979, la même année où il remporte le titre de champion de l'Elitserien et où il est choisi par les Islanders. Il remporte alors la médaille de bronze. Il participe en 1980 aux Jeux olympiques à Salt Lake City. Lors du championnat du monde junior la même année, il remporte également une médaille de bronze et est élu dans l'équipe type du tournoi. Entre 1981 et 1986, il passe beaucoup de temps sans être sélectionné avec l'équipe nationale, le calendrier des compétitions internationales et celui de la Coupe Stanley se superposent.
Il remporte ensuite à deux occasions le championnat du monde de hockey, en 1987 et 1991 et en 1994, il remporte avec la sélection suédoise la médaille d'or lors des Jeux olympiques. Il devient ainsi le premier joueur de l'histoire du hockey sur glace à être officiellement admis au Club Triple Or, le groupe des joueurs ayant remporté à la fois les Jeux olympiques, les championnats du monde et la Coupe Stanley de la Ligue nationale de hockey. La même année, ses coéquipiers, Håkan Loob et Mats Näslund font également leur entrée dans ce groupe. Il est néanmoins considéré comme le premier membre du groupe ayant été le premier des trois joueurs à remporter la Coupe Stanley.

### Après carrière et bilan
Par la suite, il décroche un autre honneur en intégrant le club des « 200 », groupe des joueurs ayant joué pour la Suède plus de 200 matchs de hockey durant leur carrière. Il est la 110e personnalité dans le classement des plus grands Suédois. En 2000, il est admis au Temple de la renommée de la Fédération internationale de hockey sur glace.

## Statistiques
Pour les significations des abréviations, voir Statistiques du hockey sur glace.

### En club
| Saison     | Équipe                | Ligue       |       | Saison régulière | Saison régulière | Saison régulière | Saison régulière | Saison régulière |    | Séries éliminatoires | Séries éliminatoires | Séries éliminatoires | Séries éliminatoires | Séries éliminatoires |
| Saison     | Équipe                | Ligue       | PJ    | B                | A                | Pts              | Pun              | PJ               | B  | A                    | Pts                  | Pun                  |                      |                      |
| 1974-1975  | Falu IF               | Division 1  | 8     | 0                | 0                | 0                | 0                |                  |    |                      |                      |                      |                      |                      |
| 1975-1976  | Falu IF               | Division 1  | 20    | 0                | 4                | 4                |                  |                  |    |                      |                      |                      |                      |                      |
| 1976-1977  | Falu IF               | Division 1  | 19    | 3                | 7                | 10               |                  |                  |    |                      |                      |                      |                      |                      |
| 1977-1978  | MODO Hockey           | Elitserien  | 35    | 8                | 9                | 17               | 45               | 2                | 0  | 0                    | 0                    | 4                    |                      |                      |
| 1978-1979  | MODO Hockey           | Elitserien  | 34    | 11               | 10               | 21               | 77               | 5                | 1  | 2                    | 3                    | 13                   |                      |                      |
| 1979-1980  | MODO Hockey           | Elitserien  | 36    | 3                | 12               | 15               | 42               |                  |    |                      |                      |                      |                      |                      |
| 1980-1981  | MODO Hockey           | Elitserien  | 35    | 8                | 12               | 20               | 58               |                  |    |                      |                      |                      |                      |                      |
| 1981-1982  | Islanders de New York | LNH         | 70    | 9                | 25               | 34               | 51               | 10               | 0  | 2                    | 2                    | 21                   |                      |                      |
| 1982-1983  | Islanders de New York | LNH         | 72    | 13               | 35               | 48               | 50               | 20               | 2  | 10                   | 12                   | 18                   |                      |                      |
| 1983-1984  | Islanders de New York | LNH         | 72    | 11               | 36               | 47               | 54               | 21               | 3  | 5                    | 8                    | 22                   |                      |                      |
| 1984-1985  | Islanders de New York | LNH         | 69    | 16               | 34               | 50               | 58               | 7                | 1  | 2                    | 3                    | 10                   |                      |                      |
| 1985-1986  | Islanders de New York | LNH         | 77    | 14               | 30               | 44               | 62               | 3                | 0  | 1                    | 1                    | 4                    |                      |                      |
| 1986-1987  | Islanders de New York | LNH         | 47    | 6                | 25               | 31               | 36               | 10               | 1  | 4                    | 5                    | 6                    |                      |                      |
| 1987-1988  | Islanders de New York | LNH         | 72    | 6                | 41               | 47               | 115              | 5                | 2  | 2                    | 4                    | 10                   |                      |                      |
| 1988-1989  | Islanders de New York | LNH         | 53    | 9                | 23               | 32               | 34               |                  |    |                      |                      |                      |                      |                      |
| 1988-1989  | Oilers d'Edmonton     | LNH         | 20    | 1                | 10               | 11               | 22               | 4                | 2  | 0                    | 2                    | 6                    |                      |                      |
| 1989-1990  | Leksands IF           | Elitserien  | 40    | 11               | 15               | 26               | 54               | 3                | 1  | 1                    | 2                    | 4                    |                      |                      |
| 1990-1991  | Leksands IF           | Elitserien  | 22    | 7                | 7                | 14               | 16               |                  |    |                      |                      |                      |                      |                      |
| 1990-1991  | Leksands IF           | Allsvenskan | 18    | 5                | 10               | 15               | 16               | 4                | 2  | 3                    | 5                    | 10                   |                      |                      |
| 1991-1992  | Leksands IF           | Elitserien  | 22    | 6                | 7                | 13               | 26               |                  |    |                      |                      |                      |                      |                      |
| 1991-1992  | Leksands IF           | Allsvenskan | 18    | 8                | 9                | 17               | 22               | 9                | 1  | 2                    | 3                    | 18                   |                      |                      |
| 1992-1993  | Leksands IF           | Elitserien  | 38    | 8                | 15               | 23               | 90               | 2                | 1  | 1                    | 2                    | 4                    |                      |                      |
| 1993-1994  | Leksands IF           | Elitserien  | 33    | 4                | 14               | 18               | 38               | 4                | 0  | 1                    | 1                    | 10                   |                      |                      |
| 1994-1995  | Leksands IF           | Elitserien  | 37    | 8                | 17               | 25               | 38               | 4                | 1  | 3                    | 4                    | 27                   |                      |                      |
| 1995-1996  | Leksands IF           | Elitserien  | 34    | 5                | 17               | 22               | 26               | 5                | 0  | 4                    | 4                    | 2                    |                      |                      |
| 1996-1997  | Leksands IF           | Elitserien  | 38    | 8                | 13               | 21               | 42               | 9                | 2  | 1                    | 3                    | 4                    |                      |                      |
| 1997-1998  | Leksands IF           | LEH         | 5     | 1                | 3                | 4                | 6                |                  |    |                      |                      |                      |                      |                      |
| 1997-1998  | Leksands IF           | Elitserien  | 38    | 7                | 10               | 17               | 34               | 4                | 0  | 0                    | 0                    | 12                   |                      |                      |
| Totaux LNH | Totaux LNH            | Totaux LNH  | 1 082 | 196              | 450              | 646              | 1 112            | 131              | 20 | 44                   | 64                   | 205                  |                      |                      |

### En équipe nationale
| Année | Compétition                 |    | PJ | B | A | Pts | Pun                     |  | Résultat |
| 1977  | Championnat d'Europe junior | 6  |    |   |   |     | Médaille d'or           |  |          |
| 1978  | Championnat du monde junior | 6  | 1  | 2 | 3 | 10  | Médaille d'argent       |  |          |
| 1979  | Championnat du monde junior | 6  | 1  | 1 | 2 | 4   | Médaille de bronze      |  |          |
| 1979  | Championnat du monde        | 8  | 1  | 3 | 4 | 8   | Médaille de bronze      |  |          |
| 1980  | Championnat du monde junior | 5  | 2  | 2 | 4 | 10  | Médaille de bronze      |  |          |
| 1980  | Jeux olympiques d'hiver     | 7  | 2  | 2 | 4 | 6   | Médaille de bronze      |  |          |
| 1981  | Championnat du monde        | 2  | 0  | 1 | 1 | 2   | Médaille d'argent       |  |          |
| 1981  | Coupe Canada                | 4  | 0  | 1 | 1 | 4   | Défaite au premier tour |  |          |
| 1986  | Championnat du monde        | 8  | 0  | 5 | 5 | 10  | Médaille d'argent       |  |          |
| 1987  | Coupe Canada                | 6  | 1  | 1 | 2 | 2   | Médaille de bronze      |  |          |
| 1990  | Championnat du monde        | 8  | 0  | 1 | 1 | 8   | Médaille d'argent       |  |          |
| 1991  | Championnat du monde        | 10 | 0  | 4 | 4 | 8   | Médaille d'or           |  |          |
| 1994  | Jeux olympiques d'hiver     | 8  | 1  | 3 | 4 | 10  | Médaille d'or           |  |          |
| 1995  | Championnat du monde        | 8  | 0  | 2 | 2 | 12  | Médaille d'argent       |  |          |

## Trophées et honneurs personnels
- Suède
  - Sélectionné dans l'équipe type de la saison : 1979, 1980, 1990 et 1995
  - Guldpucken : 1995
- Ligue nationale de hockey
  - Coupe Stanley avec les Islanders : 1982 et 1983